# Rezydencja królewska w Fontainebleau

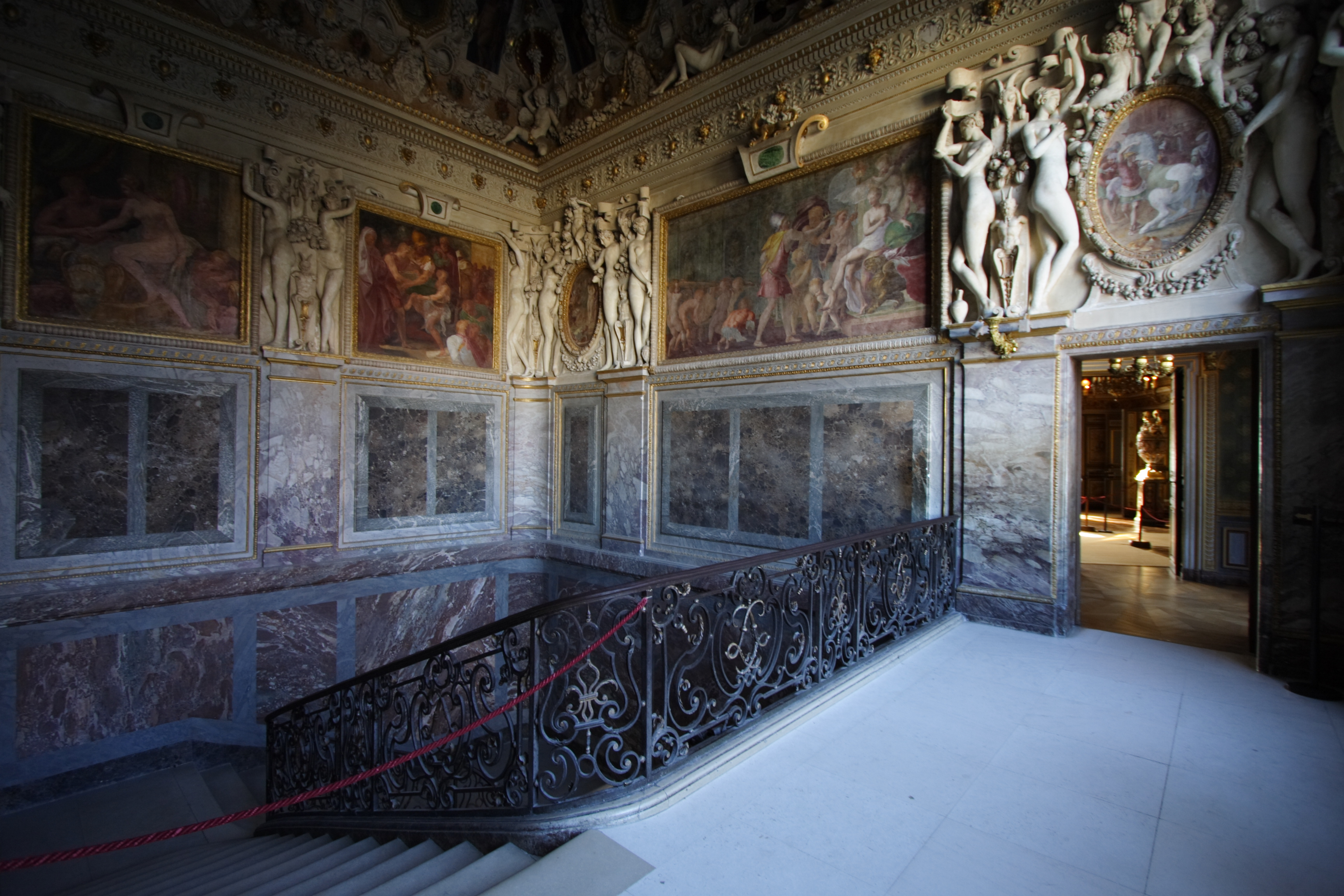
Schody Królewskie

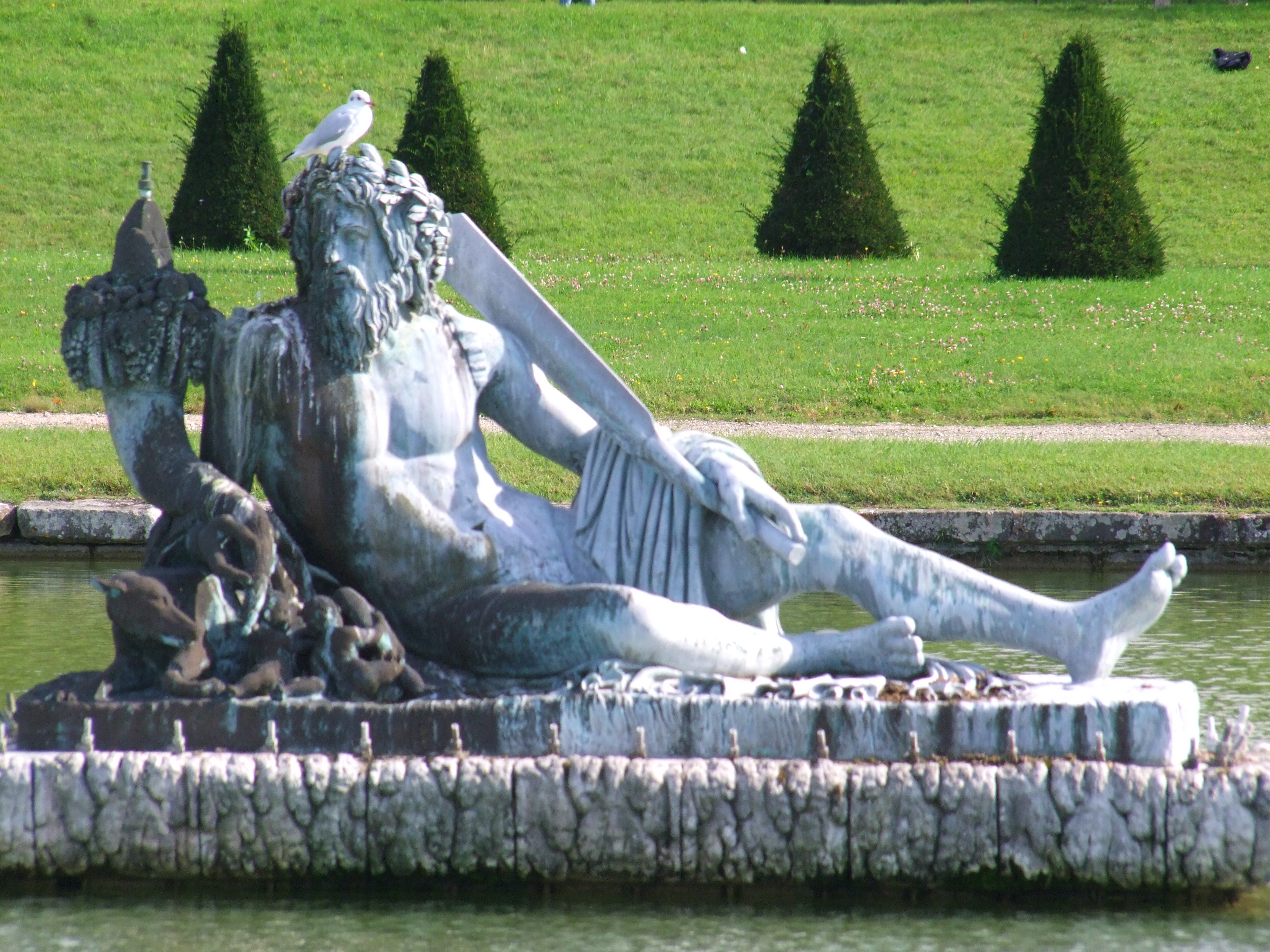
Fragment parku pałacowego

Rezydencja królewska w Fontainebleau – dawny pałac królewski usytuowany w Fontainebleau, około 55 kilometrów na południe od historycznego centrum Paryża. Dzieje zamku sięgają XII wieku. W XVI wieku, począwszy od panowania króla Franciszka I, rezydencję kilkukrotnie przebudowywano, dzięki czemu otrzymała obecny renesansowo-manierystyczny wygląd. Z powstaniem tej rezydencji związani byli francuscy malarze reprezentujący tzw. szkołę Fontainebleau oraz elita włoskich architektów, rzeźbiarzy i malarzy. Nieopodal rezydencji znajduje się rozległy ogród, park i Las Fontainebleau, jedno z ulubionych przez francuskich monarchów miejsc do polowania.

## Historia

### Średniowiecze
Pierwsza wzmianka o zamku Fontainebleau pochodzi z 1137 roku, z okresu panowania króla Ludwika VII Młodego. Wówczas powstały m.in. donżon i kaplica Najświętszej Marii Panny i św. Saturnina, którą w roku 1169 poświęcił wygnany z Anglii arcybiskup Canterbury Tomasz Becket. Kolejni Kapetyngowie, Filip August i Ludwik IX, często odwiedzali tę rezydencję. W 1259 roku Ludwik IX Święty założył na terenie zamku szpital i klasztor z kaplicą. Fundamenty tych zabudowań znajdują się w pobliżu obecnej kaplicy Trójcy Świętej. Kolejny z Kapetyngów Filip IV Piękny (1268–1314, syn Filipa III i Izabeli Aragońskiej) urodził się i zmarł w Fontainebleau. W 1323 roku jego córka Izabela, królowa małżonka Edwarda II Plantageneta, odwiedziła go w Fontainebleau. W 1332 roku w Fontainebleau miał miejsce ślub Jana II i Bonny Czeskiej. Karol VII (król Francji od 1422 do 1461) rozpoczął rozbudowę rezydencji.

### Nowożytność
Za panowania Franciszka I rozpoczęto trwające przez niemal cały XVI wiek przebudowę i rozbudowę, w wyniku których gotycka warownia przekształciła się w reprezentacyjny pałac. W opinii części historyków sztuki budowa rezydencji wyznacza początek nowożytności w architekturze Francji. Architekt Gilles le Breton niemal całkowicie przebudował średniowieczny zamek, wzniósł zabudowania wokół dziedzińca (zwanego od swojego planu Cour Ovale), w tym nową kaplicę św. Saturnina. Od strony południowej w tej części zabudowań wzniesiono Złotą Bramę (Porte Dorée). Na zachód od rdzenia rezydencji architekt wzniósł zabudowania wokół Dziedzińca Białego Konia (Cour de Cheval Blanc), w tym monumentalne skrzydło wschodnie. W początkowym etapie rezydencja składała się z dwóch osobnych części, następnie zostały one połączone galerią, w której Franciszek I zgromadził jedną ze swoich kolekcji dzieł sztuki. Dekorację stiukową galerii wykonał w latach 1522–1540 Rosso Fiorentino.
Franciszek I zatrudnił również architekta i teoretyka sztuki Sebastiana Serlia oraz malarza Leonarda da Vinci. Włoski rzeźbiarz i złotnik Benvenuto Cellini wykonał tu w latach 1542–1544 Nimfę z Fontainebleau, która zdobiła główną bramę rezydencji. Za panowania następcy Franciszka I, Henryka II, powstały malowidła w Sali Uczt (Salle des Fêtes), wykonane przez włoskich manierystów Francesca Primaticcia i Niccola dell’Abbate.
Kolejna faza rozbudowy rezydencji przypada na okres panowania wspomnianego Henryka II i jego żony Katarzyny. Wzniesiono wówczas Salę Balową oraz schody od strony Dziedzińca Białego Konia prowadzące do wschodniego skrzydła.
Za panowania Henryka IV powstały zabudowania wokół Dziedzińca Książąt, mieszczące m.in. Bramę Chrztu, Galerię Diany z Poitiers i Galerię Jeleni, w której urządzono bibliotekę. Do prac zatrudniono architektów Philiberta Delorme’a i Jeana Bullanta. W latach 1606–1609 w stylu manierystycznym wzniesiono na wschód od Cour Ovale trzy skrzydła zabudowań administracyjnych, gospodarczych (m.in. kuchnie królewskie) i prywatnych zwane Kwartałem Henryka IV (Quartier Henri IV). Przy urządzaniu i dekoracji wystroju wnętrz działali artyści reprezentujący tzw. drugą szkołę Fontainebleau. Henryk IV założył również liczący 80 hektarów park przecięty kanałami, w tym głównym, długim na 1200 m. Bogatą florę tworzą sosny, wiązy oraz drzewa owocowe. Do aranżacji ogrodów i parku został zatrudniony nadworny ogrodnik Claude Mollet, znany także m.in. z ogrodów przy zamku w Anet. Za panowania Ludwika XIII pracował przy budowie klatki schodowej zwanej Escalier en Fer à cheval i kaplicy Świętej Trójcy francuski architekt Jean Androuet du Cerceau.
Oprócz Filipa IV w rezydencji urodzili się Henryk III i Ludwik XIII. Przez całą nowożytność zamek gościł wielu notabli i znane osobistości. Po swojej abdykacji w 1654 roku do Fontainebleau przeniosła się królowa Krystyna Waza. W roku 1685 Król Słońce w tej rezydencji wydał edykt, w którym odwołano edykt nantejski (1598). W Fontainebleau gościli m.in. car Rosji Piotr I Wielki i król Danii Chrystian VII.

## Charakterystyka pałacu
Rezydencja królewska w Fontainebleau powstała na kanwie obronnego zamku, po zmianach w okresie XVI-XIX w. przybrała kształt nieregularny. Składa się z trzech zasadniczych części. Pierwszą część (licząc od strony zachodniej, gdzie znajduje się wejście główne) stanowi zabudowa wokół Dziedzińca Honorowego; jego najstarszą częścią jest wschodni obszar nazywany Dziedzicem Białego Konia. Składa się z trzech skrzydeł, najstarsze jest skrzydło wschodnie z pięcioma ryzalitami. Środkowy ryzalit poprzedzają monumentalne podwójne schody. Dwa prostopadle usytuowane skrzydła są częściowo XVI-wieczne; zostały w znacznej części przebudowane i rozbudowane w XIX wieku. Środkową część założenia tworzy zabudowa wokół Dziedzińca Owalnego, kryjąca wewnątrz relikty średniowiecznego zamku, natomiast wschodnią – zabudowa wokół Dziedzińca Kancelaryjnego wzniesiona na początku XVII wieku.
Rezydencja w Fontainebleau jest pierwszym dziełem we Francji, gdzie w pełni zastosowano formy renesansowe i manierystyczne. Dotyczy to zarówno architektury poszczególnych brył, jak i otaczających ich terenów zielonych oraz wystroju wnętrz. Przez XVI i XVII wiek działała tu tzw. szkoła Fontainebleau, zrzeszająca rzeźbiarzy, malarzy, sztukatorów, rozmaitych rzemieślników i ogrodników.

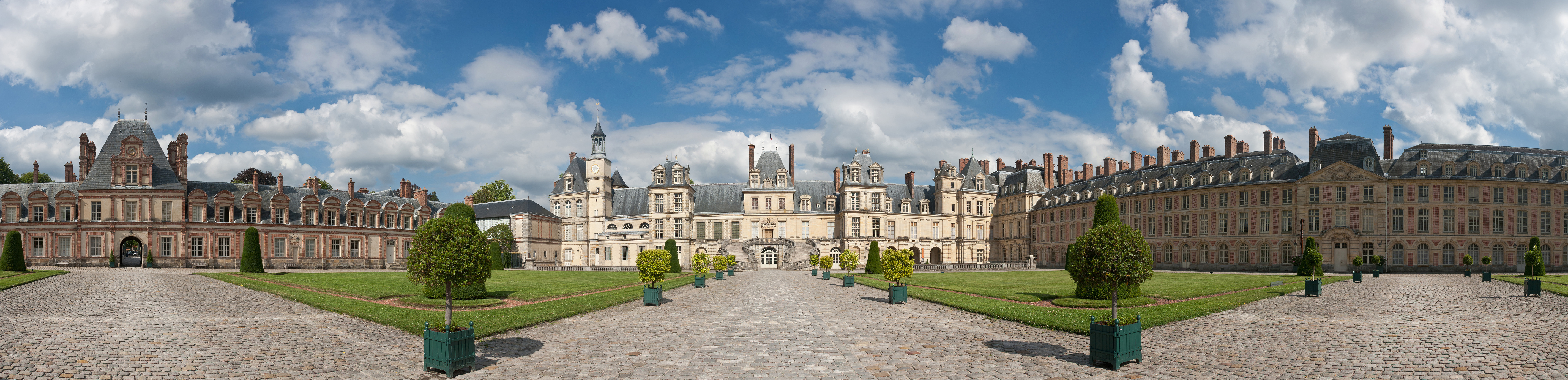
Widok na Dziedziniec Honorowy

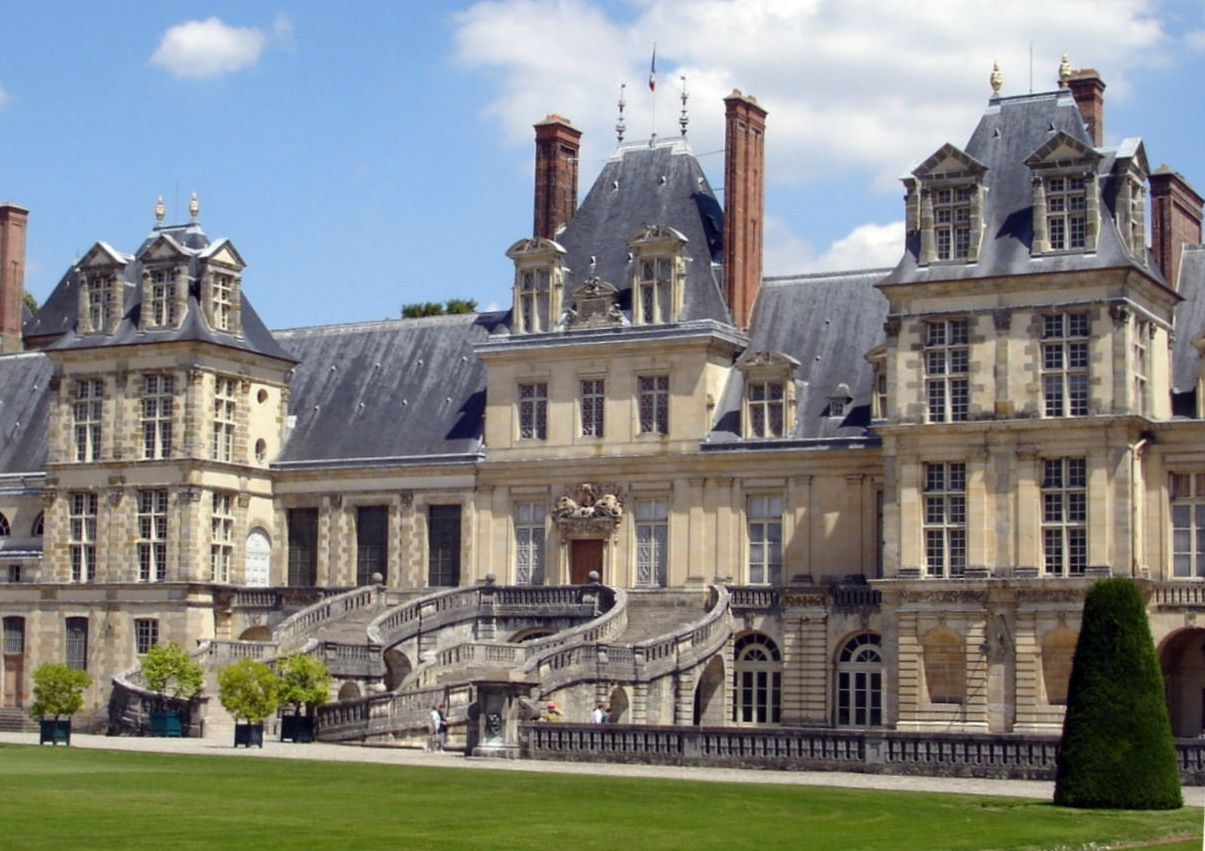
Wielkie Schody (Le Grand Escalier à Fer de Cheval)
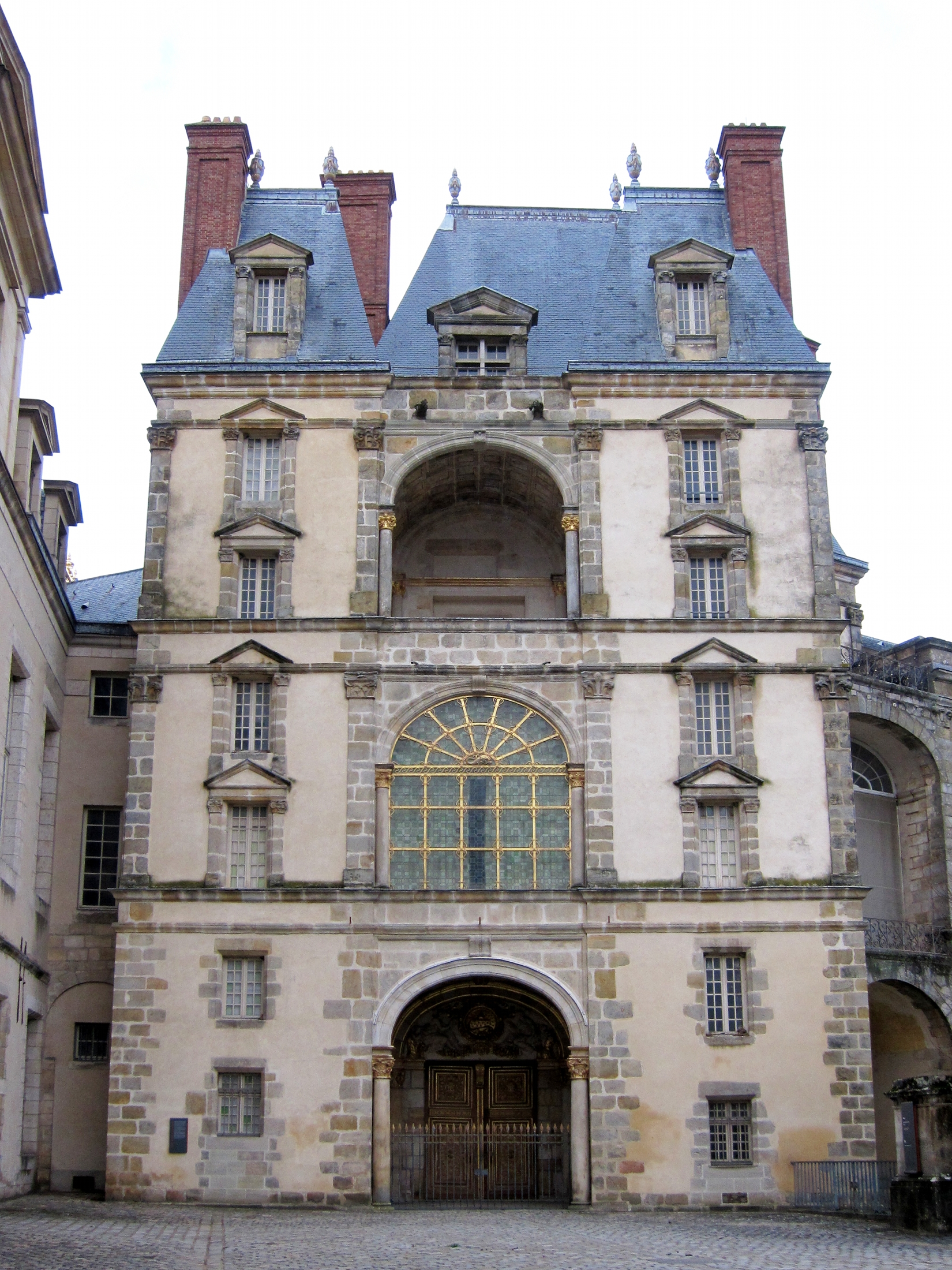
Złota Brama
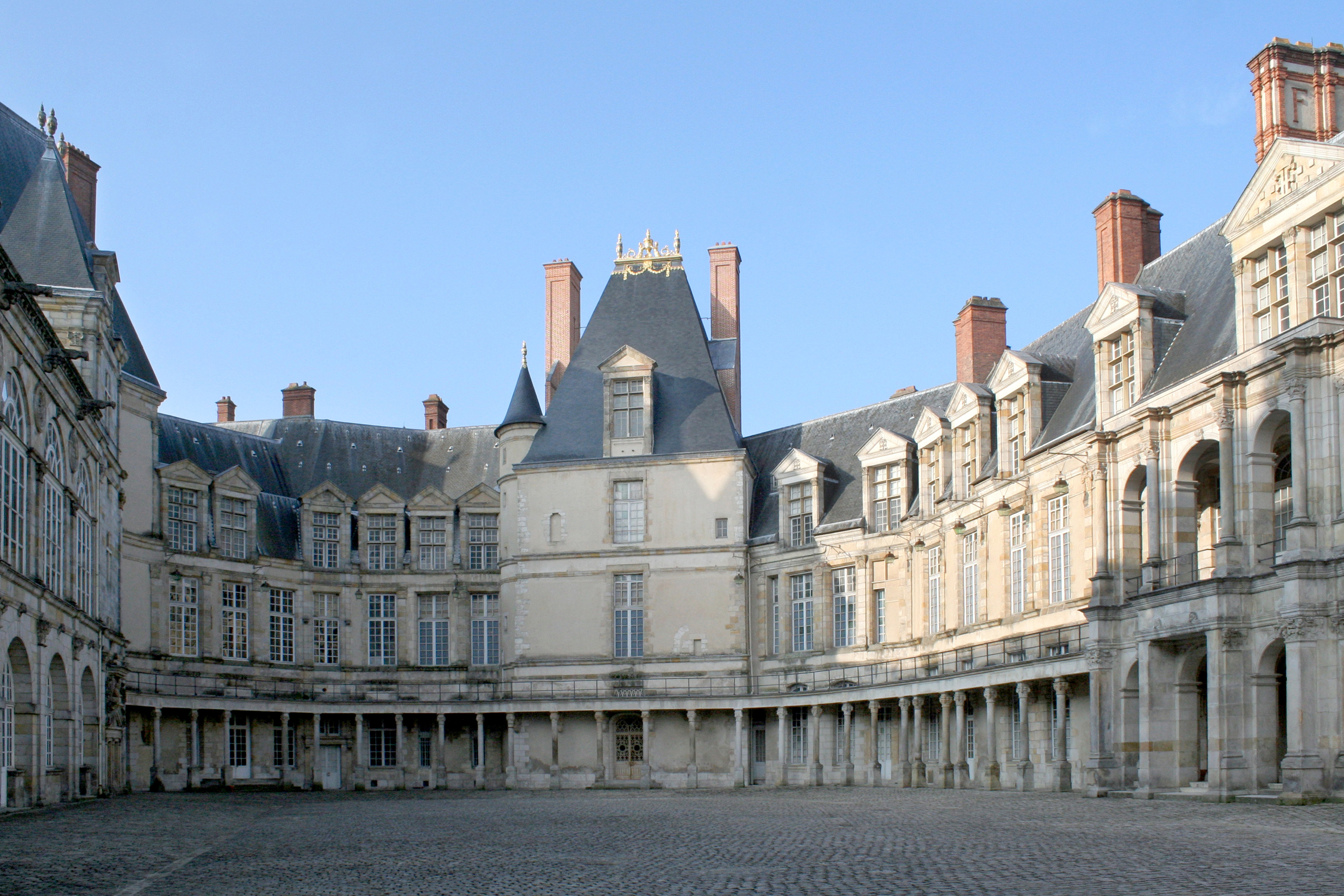
Dziedziniec Owalny (Cour Ovale)
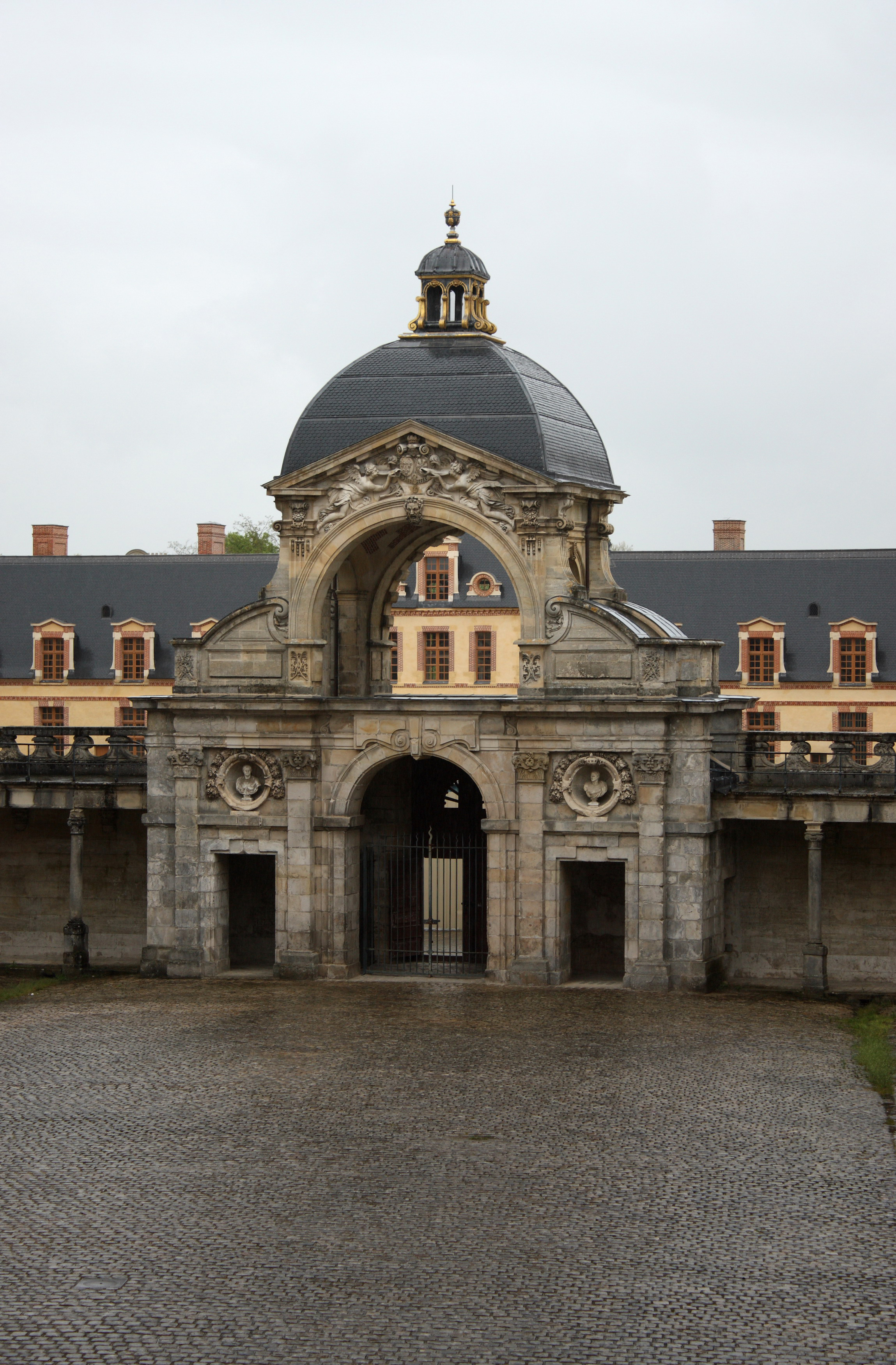
Brama Chrztu
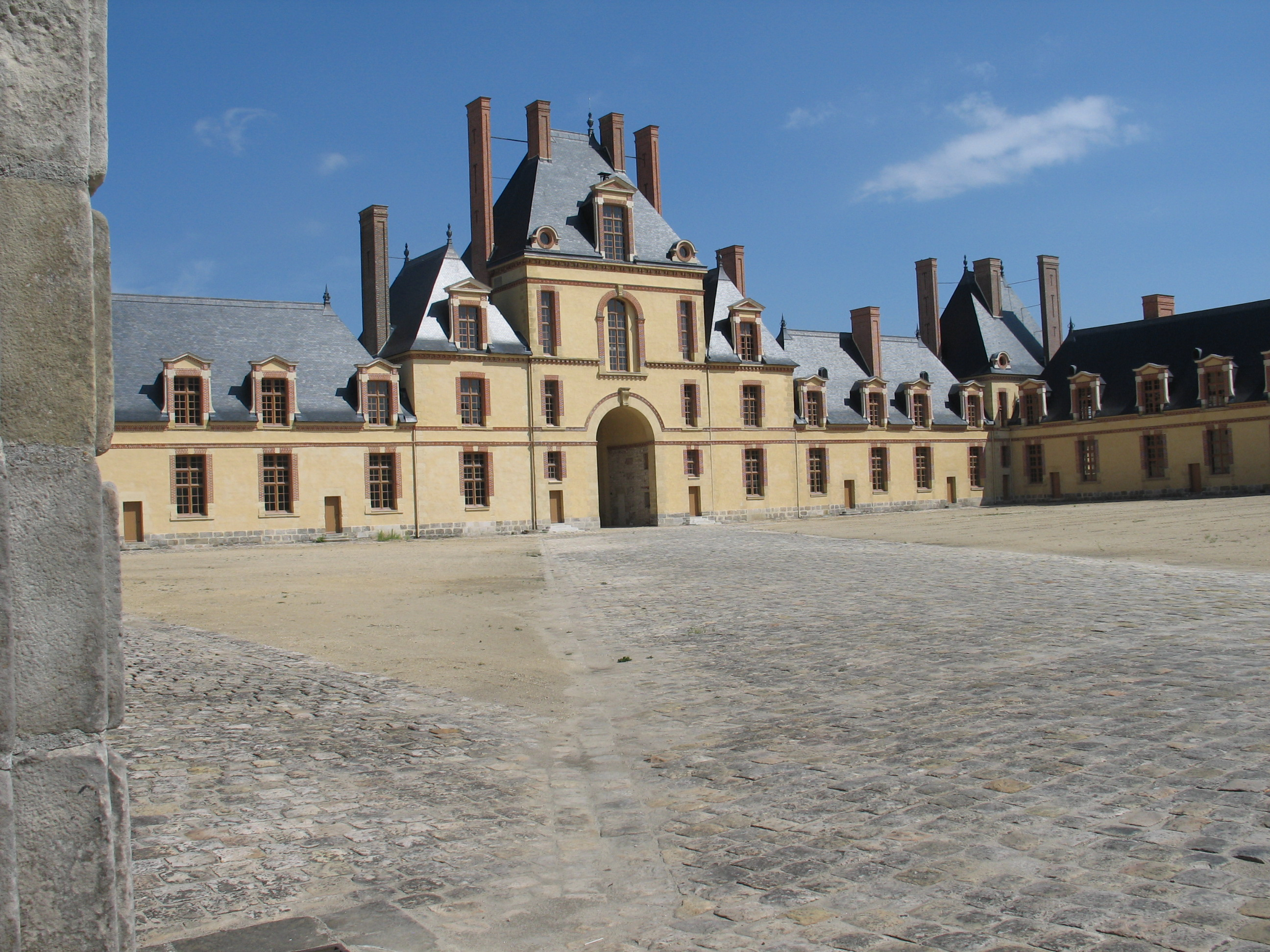
Widok na zabudowania wokół Dziedzińca Kancelaryjnego (Cour des Offices)
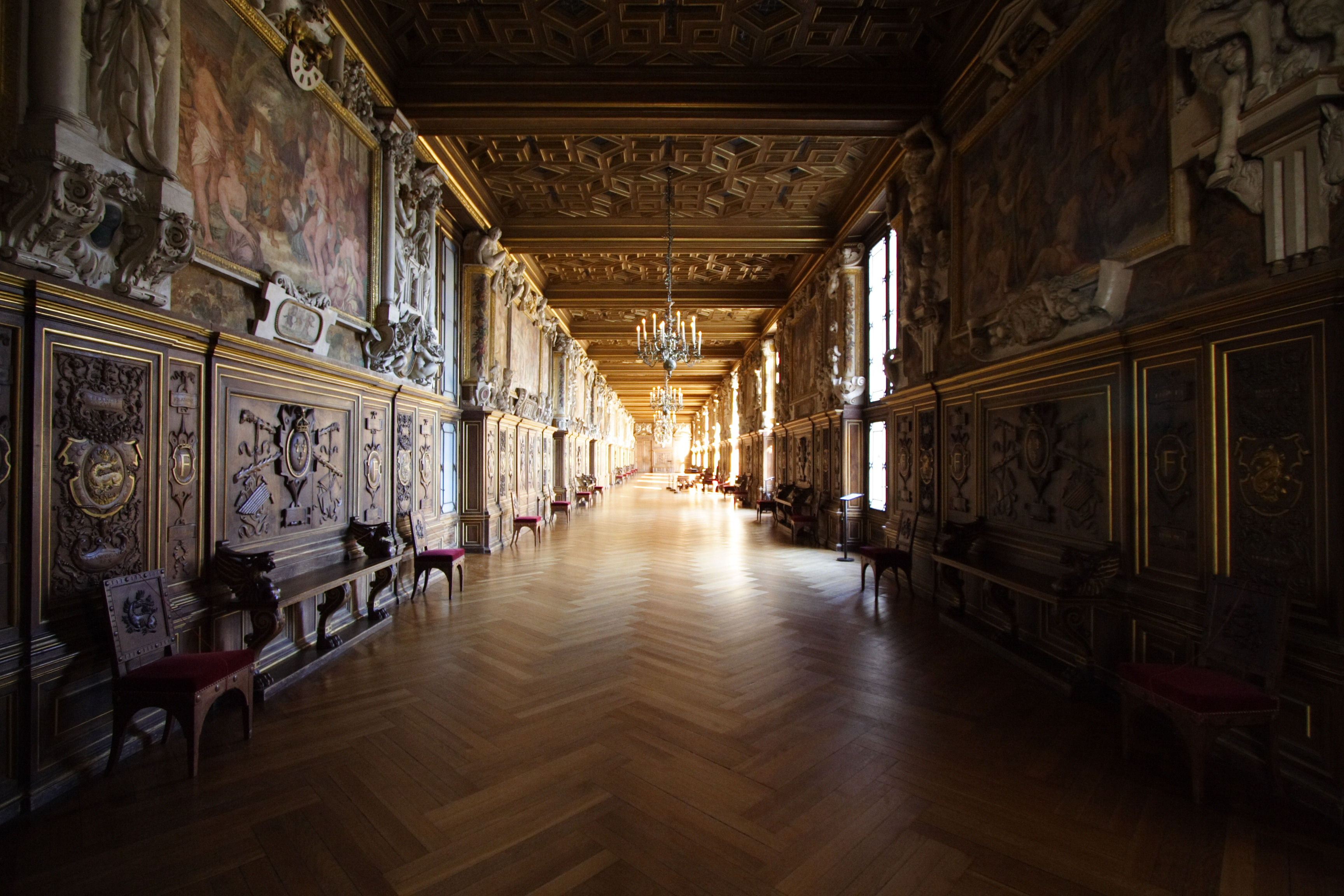
Galeria Franciszka I
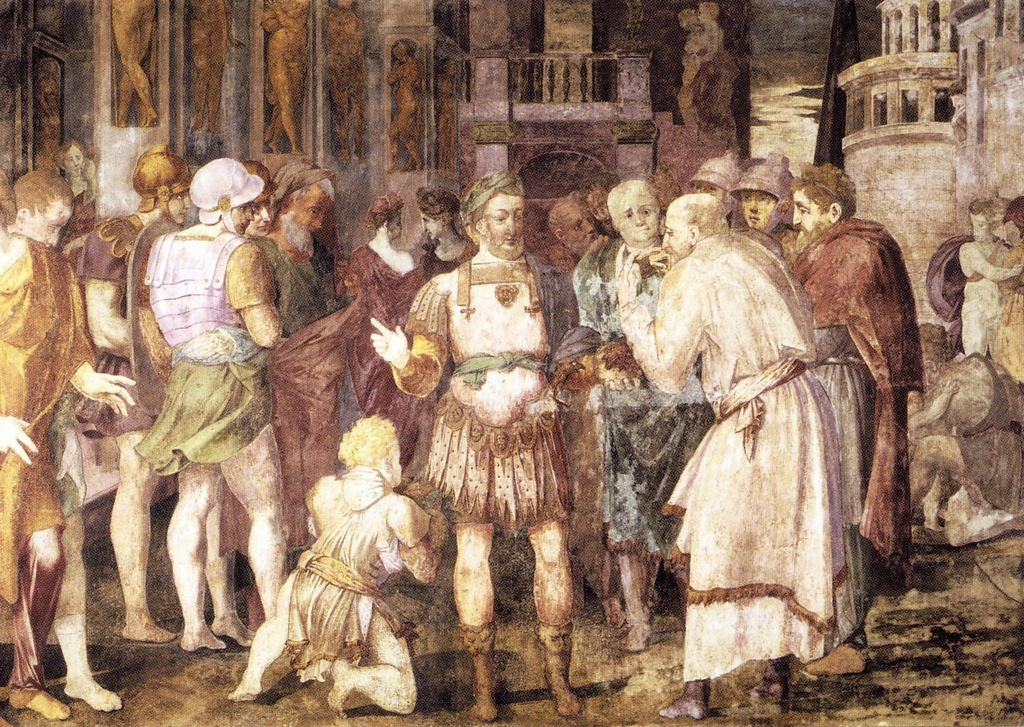
Jedno z malowideł w Galerii Franciszka I
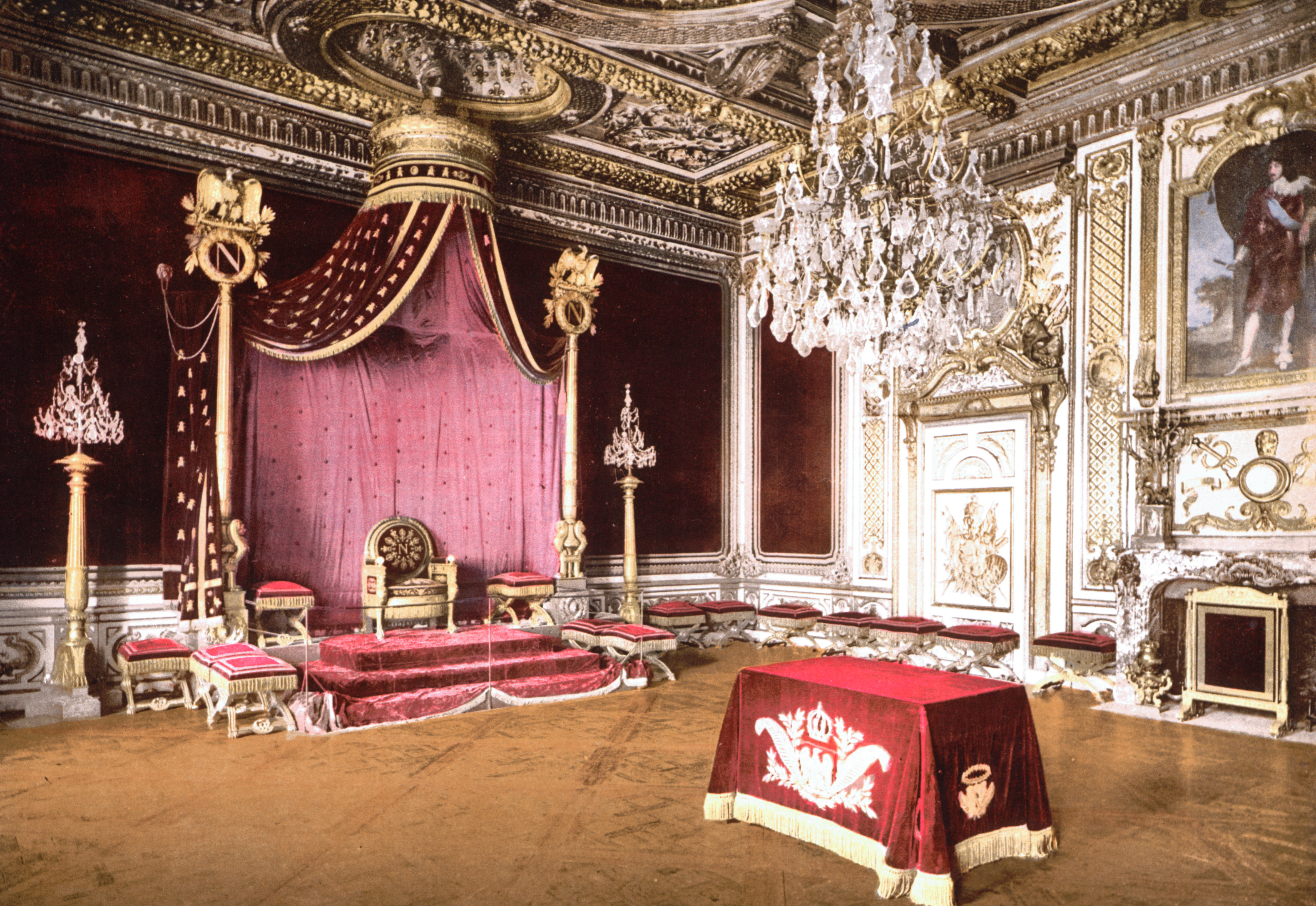
Sala Tronowa
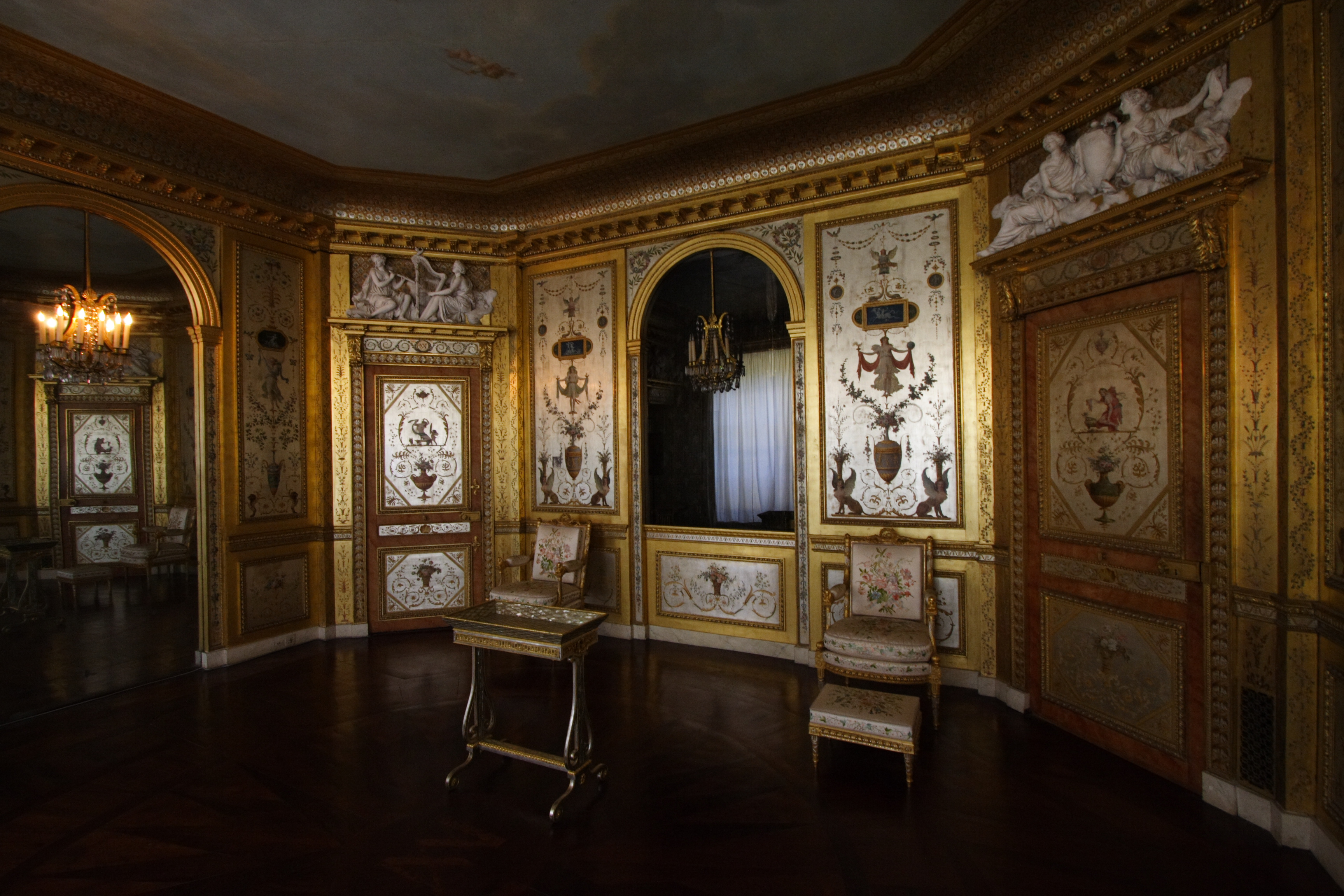
Buduar królowej
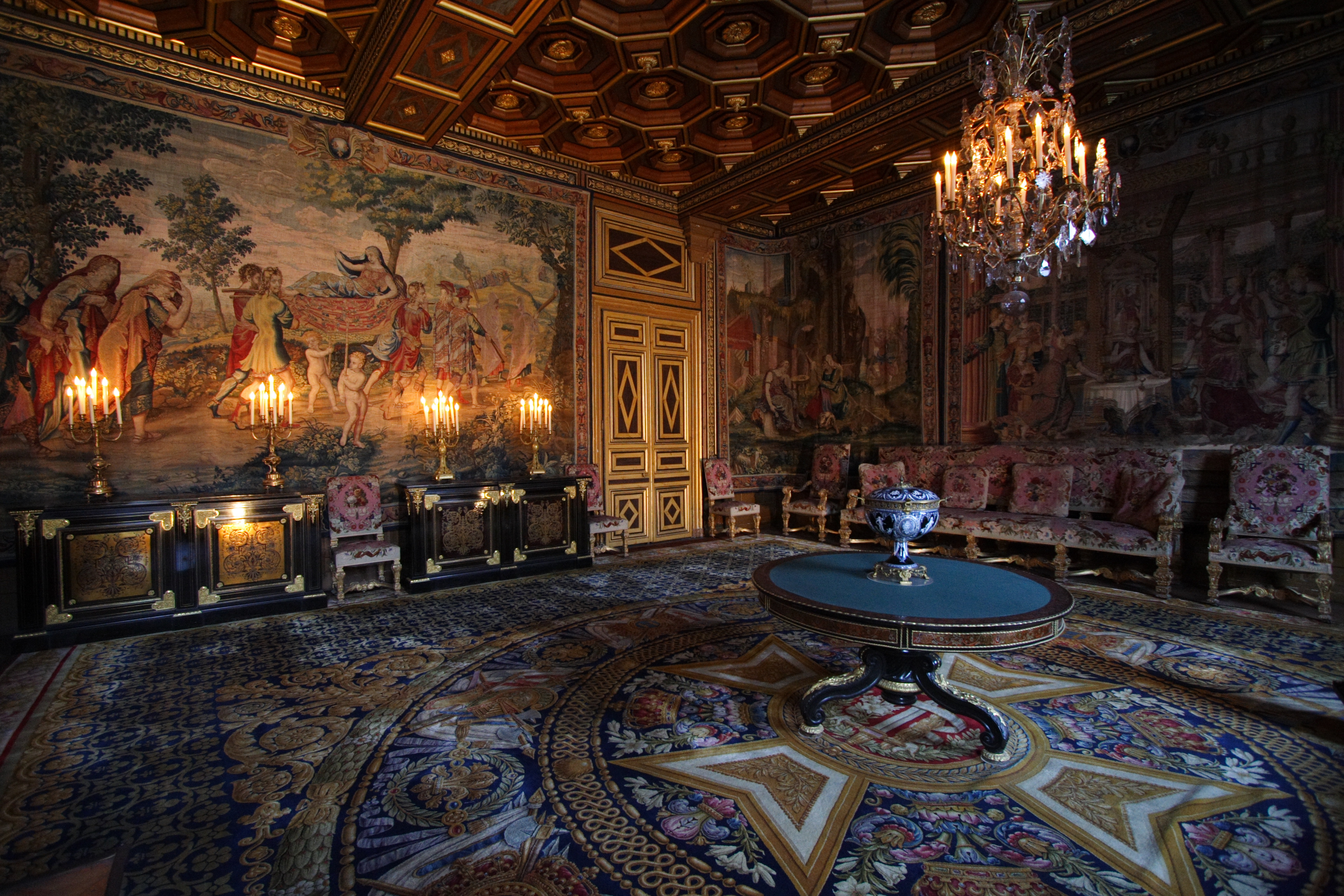
Pokój Gobelinowy
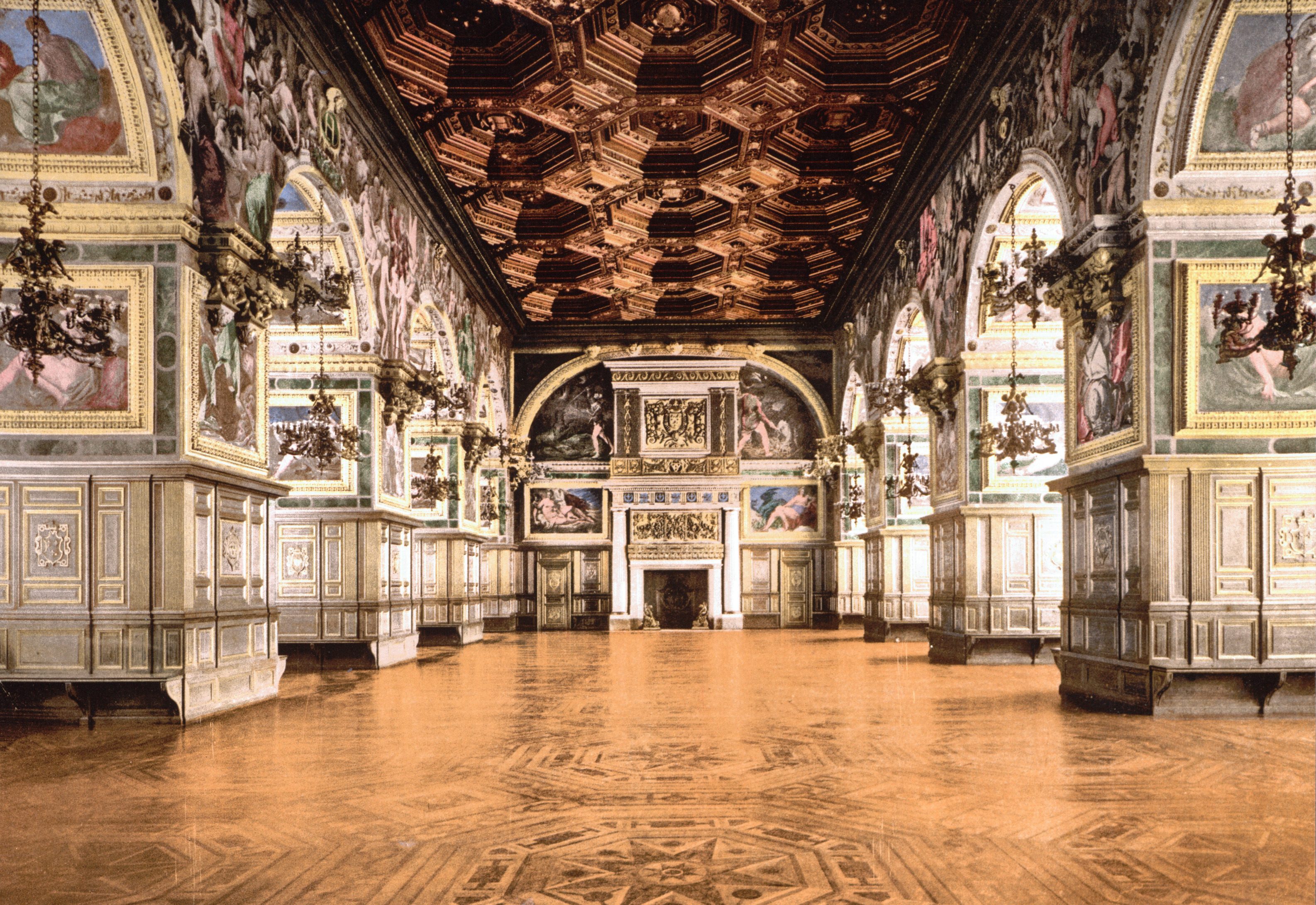
Sala Balowa
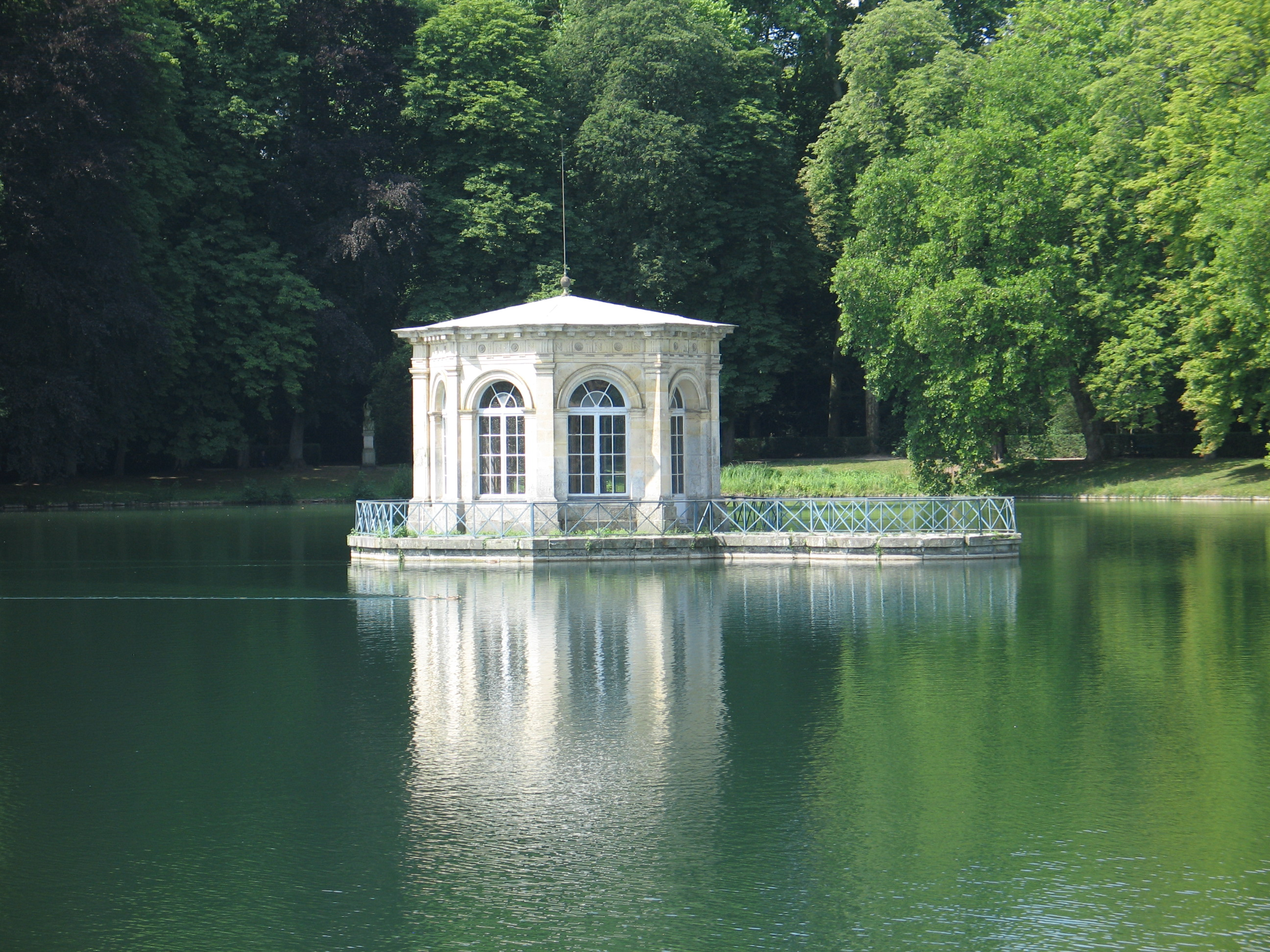
Fragment parku pałacowego
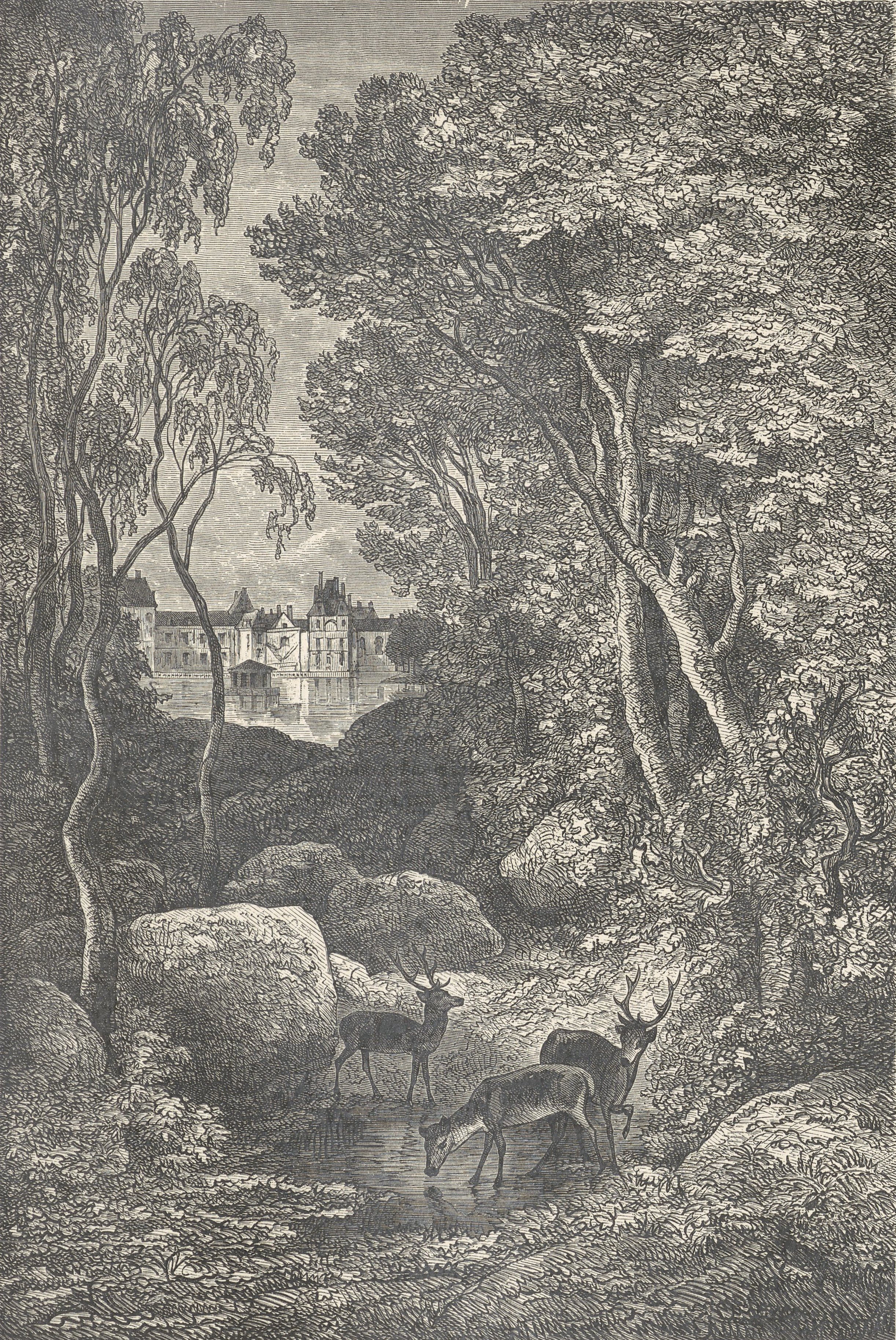
Park pałacowy na rysunku z 1887

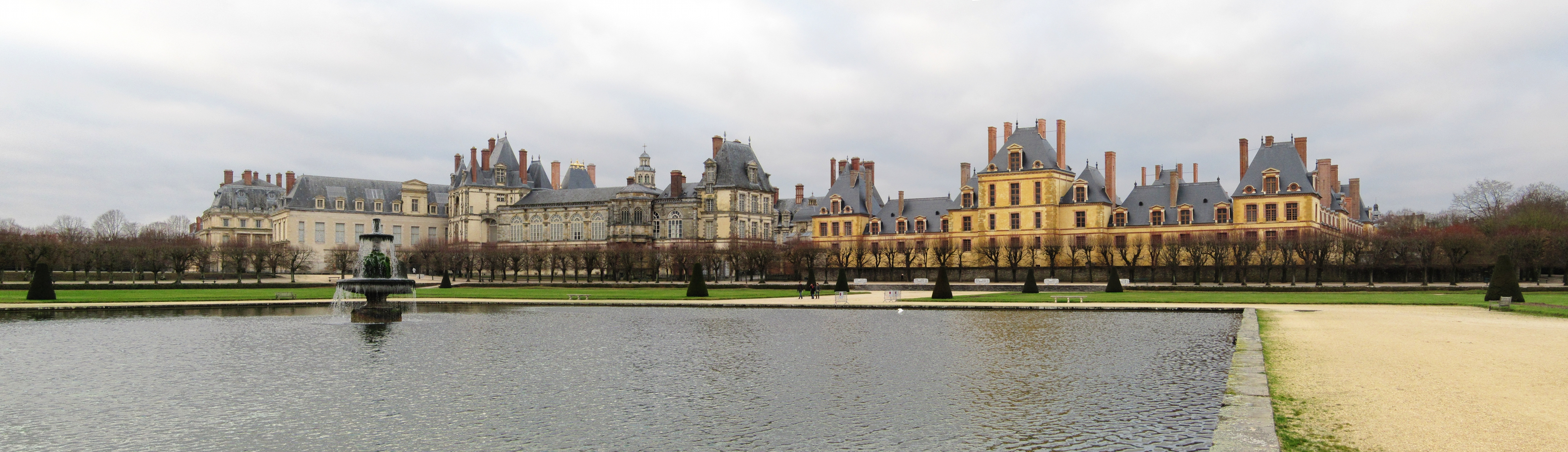
Widok ogólny rezydencji od strony parku